# Álvaro Augusto da Costa Carvalho
Álvaro Augusto da Costa Carvalho (Piracicaba, 23 de setembro de 1865 — Bad Ems - Alemanha, 25 de abril de 1933) foi um político brasileiro.

## Biografia
Filho do médico Eulálio da Costa Carvalho (1833-1913) e Amélia Benvinda de Almeida e Costa (1831-1882). Casou-se, em 28 de fevereiro de 1887, em primeiras núpcias com Carolina Vieira Barbosa (São Paulo, 21 de abril de 1869 — Rio de Janeiro, 11 de novembro de 1888). Tiveram uma filha: Maria do Carmo de Carvalho. Casou-se, em 26 de dezembro de 1919, em segundas núpcias com uma das filha do Presidente Rodrigues Alves, Maria Rodrigues Alves (Guaratinguetá, 18 de novembro de 1880 — São Paulo, 29 de janeiro de 1957). Tiveram um filho: Francisco de Paula Rodrigues Alves da Costa Carvalho.
Estudou no ensino secundário, no Colégio Pedro II, no Rio de Janeiro e Colégio Moretzsohn, em São Paulo. Formou-se em Bacharel em Direito pela Faculdade de Direito de São Paulo, 1886.
Foi vereador por São Paulo, deputado estadual, deputado federal e senador do Brasil durante a República Velha (ou Primeira República), pelo estado de São Paulo. Pertencia ao Partido Republicano Paulista.
Mandatos:
- Vereador  - 1890
- Deputado Estadual  - 1891 a 1894
- Deputado Estadual  - 1896 a 1897
- Deputado Federal  - 1894 a 1896
- Deputado Federal  - 1903 a 1911
- Deputado Federal  - 1912 a 1914
- Deputado Federal  - 1915 a 1920
- Senador  - 1918 a 1923
- Deputado Federal  - 1927 a 1930